# Cerianthula mediterranea
Cerianthula mediterranea är en korallart som beskrevs av van Beneden 1897. Cerianthula mediterranea ingår i släktet Cerianthula och familjen Botrucnidiferidae. Inga underarter finns listade i Catalogue of Life.